# Puimichel
Puimichel est une commune française située dans le département des Alpes-de-Haute-Provence, en région Provence-Alpes-Côte d'Azur.

## Géographie

### Localisation
Puimichel est une commune rurale de montagne située dans le massif des Alpes, à l'est de la Durance, et qui est proche du parc naturel régional du Verdon.
Le village est situé entre Malijai et Le Castellet.
La commune se trouve dans l'Aire d'attraction de Manosque, la zone d'emploi de la même ville et du bassin de vie d'Oraison.

### Communes limitrophes
Les communes limitrophes sont  Entrevennes, Le Castellet, Les Mées, Malijai et Saint-Jeannet.

### Géologie et relief
Comme son nom l’indique, le village est sur un site perché.
La superficie de la commune est de 36,81 km2 ; son altitude varie de 486  à   884 mètres.
La commune est située sur le plateau de Valensole.

### Hydrographie

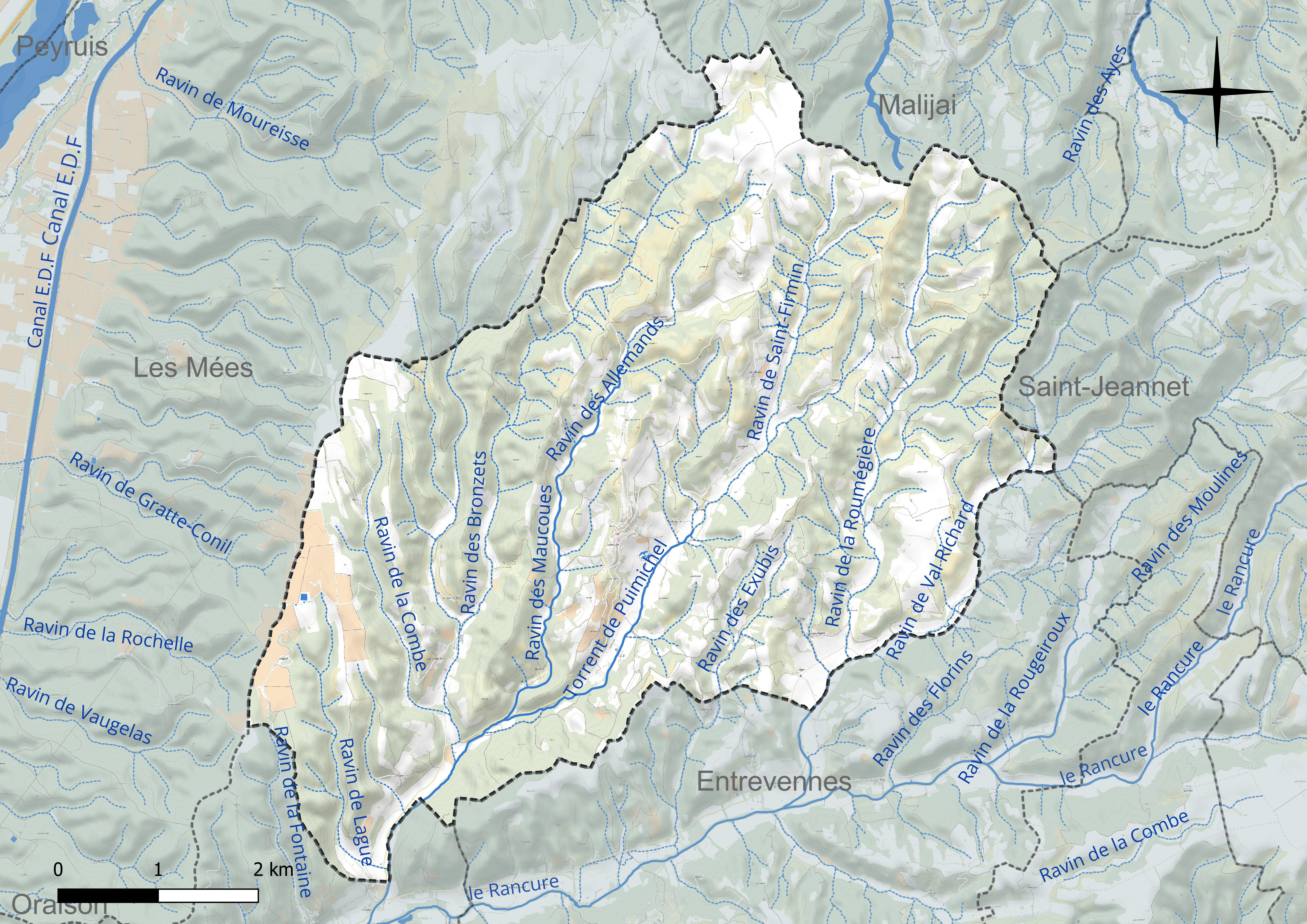
Carte hydrographique de la commune.

Cours d'eau sur la commune ou à son aval :
- La commune est traversée par le torrent de Puimichel, affluent du Rancure, le plus souvent à sec tous les deux,
- ruisseaux de la roumegière,
- ravin de val richard.

### Climat
Pour des articles plus généraux, voir Climat de Provence-Alpes-Côte d'Azur et Climat des Alpes-de-Haute-Provence.
En 2010, le climat de la commune est de type climat méditerranéen altéré, selon une étude du Centre national de la recherche scientifique s'appuyant sur une série de données couvrant la période 1971-2000. En 2020, Météo-France publie une typologie des climats de la France métropolitaine dans laquelle la commune est exposée à un climat de montagne ou de marges de montagne et est dans la région climatique Alpes du sud, caractérisée par une pluviométrie annuelle de 850 à 1 000 mm, minimale en été.
Pour la période 1971-2000, la température annuelle moyenne est de 11,2 °C, avec une amplitude thermique annuelle de 17,1 °C. Le cumul annuel moyen de précipitations est de 778 mm, avec 6,4 jours de précipitations en janvier et 4,1 jours en juillet. Pour la période 1991-2020, la température moyenne annuelle observée sur la station météorologique de Météo-France la plus proche, « Saint-Auban », sur la commune de Château-Arnoux-Saint-Auban à 13 km à vol d'oiseau, est de 13,4 °C et le cumul annuel moyen de précipitations est de 714,2 mm. 
La température maximale relevée sur cette station est de 42,2 °C, atteinte le 28 juin 2019 ; la température minimale est de −13,4 °C, atteinte le 10 janvier 1985,,.
Les paramètres climatiques de la commune ont été estimés pour le milieu du siècle (2041-2070) selon différents scénarios d'émission de gaz à effet de serre à partir des nouvelles projections climatiques de référence DRIAS-2020. Ils sont consultables sur un site dédié publié par Météo-France en novembre 2022.

### Paysages
La commune compte 477 ha de bois et forêts, soit seulement 13 % de sa superficie.

## Urbanisme

### Typologie
Au 1er janvier 2024, Puimichel est catégorisée commune rurale à habitat dispersé, selon la nouvelle grille communale de densité à 7 niveaux définie par l'Insee en 2022.
Elle est située hors unité urbaine. Par ailleurs la commune fait partie de l'aire d'attraction de Manosque, dont elle est une commune de la couronne,. Cette aire, qui regroupe 30 communes, est catégorisée dans les aires de 50 000 à moins de 200 000 habitants,.

### Occupation des sols

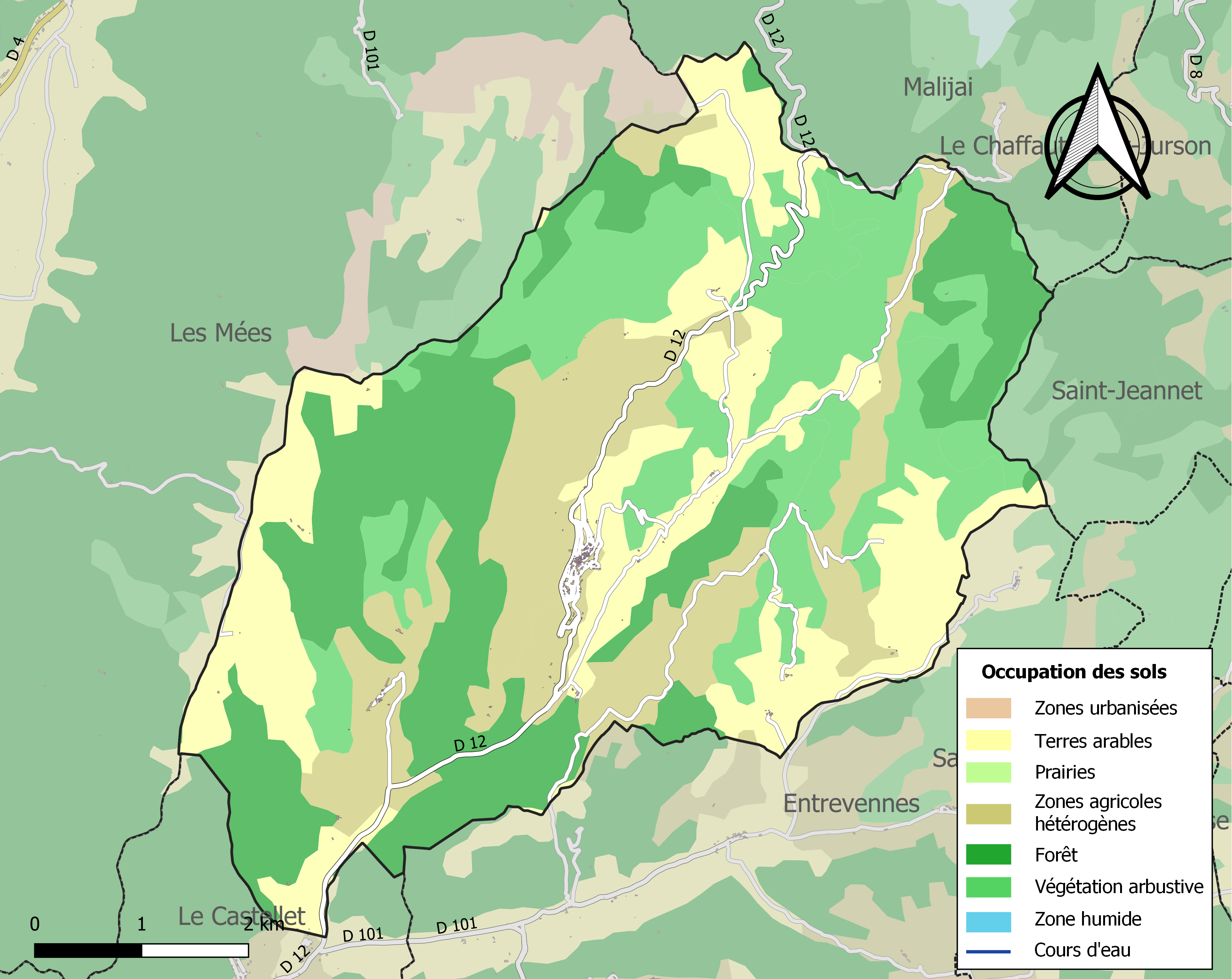
Carte de l'occupation des sols de la commune en 2018 (CLC).

L'occupation des sols de la commune, telle qu'elle ressort de la base de données européenne d’occupation biophysique des sols Corine Land Cover (CLC), est marquée par l'importance des forêts et milieux semi-naturels (53,6 % en 2018), en diminution par rapport à 1990 (54,5 %). La répartition détaillée en 2018 est la suivante : 
forêts (28,4 %), milieux à végétation arbustive et/ou herbacée (25,1 %), zones agricoles hétérogènes (22,3 %), terres arables (20,3 %), cultures permanentes (3,8 %).
L'évolution de l’occupation des sols de la commune et de ses infrastructures peut être observée sur les différentes représentations cartographiques du territoire : la carte de Cassini (XVIIIe siècle), la carte d'état-major (1820-1866) et les cartes ou photos aériennes de l'IGN pour la période actuelle (1950 à aujourd'hui).

### Morphologie urbaine
Puimichel est un village provençal construit en escalier. Au sommet se trouve la chapelle Saint-Elzéar, d'où la vue est dégagée dans toutes les directions.
.

### Habitat et logement
En 2020, le nombre total de logements dans la commune était de 244, alors qu'il était de 225 en 2015 et de 235 en 2010.
Parmi ces logements, 53 % étaient des résidences principales, 35,4 % des résidences secondaires et 11,7 % des logements vacants. Ces logements étaient pour 75,5 % d'entre eux des maisons individuelles et pour 22,9 % des appartements.
Le tableau ci-dessous présente la typologie des logements à Puimichel en 2020 en comparaison avec celle des Alpes-de-Haute-Provence et de la France entière. Une caractéristique marquante du parc de logements est ainsi une proportion de résidences secondaires et logements occasionnels (35,4 %) supérieure à celle du département (30,8 %) et à celle de la France entière (9,7 %). 
| Typologie                                               | Puimichel | Alpes-de-Haute-Provence | France entière |
| ------------------------------------------------------- | --------- | ----------------------- | -------------- |
| Résidences principales (en %)                           | 53        | 60,9                    | 82,1           |
| Résidences secondaires et logements occasionnels (en %) | 35,4      | 30,8                    | 9,7            |
| Logements vacants (en %)                                | 11,7      | 8,3                     | 8,2            |

### Voies de communication et transports

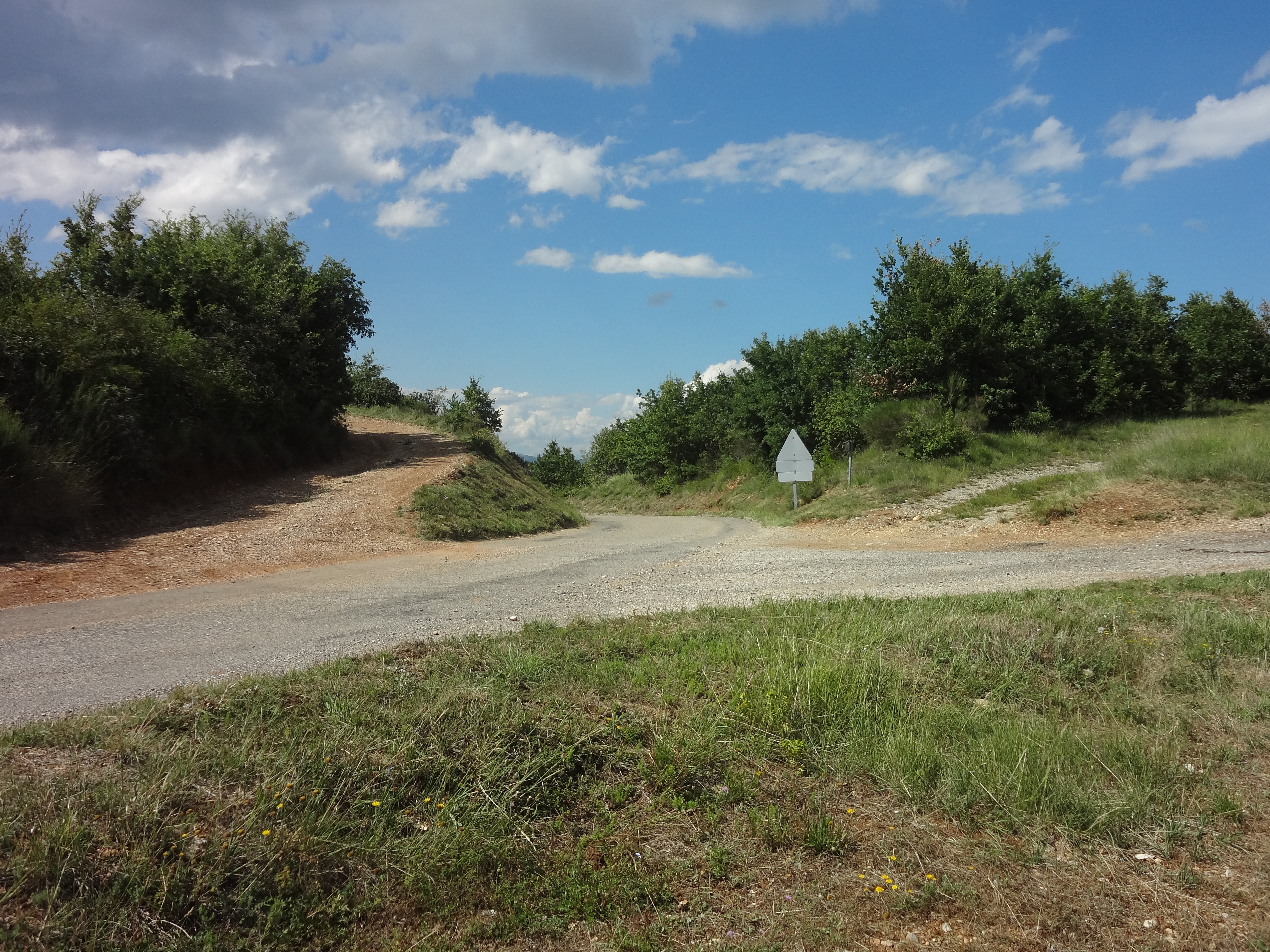
Col de Puimichel.

#### Voies routières
Le col de Puimichel, à 811 m d'altitude, est emprunté par la RD 12 qui relie Puimichel à Malijai.

#### Services autocars
La ville est reliée par 1 ligne intercommunale, réseau Trans'Agglo :
| Ligne | Tracé                                                                              |
| ----- | ---------------------------------------------------------------------------------- |
| 125   | Brunet ↔ Entrevennes ↔ Puimichel ↔ Le Castellet ↔ Oraison (Transport à la demande) |

Des lignes de transports scolaires ont été mises en place pour rallier le collège d'Oraison. Ces lignes sont financées par la communauté d'agglomération Durance Luberon Verdon au travers du réseau Trans'Agglo. En plus des lignes existantes du réseau, une autre a été rajoutée.
| Ligne | Tracé                                            |
| ----- | ------------------------------------------------ |
| 166 S | Entrevennes ↔ Puimichel ↔ Le Castellet ↔ Oraison |

### Risques naturels et technologiques
Aucune des 200 communes du département n'est en zone de risque sismique nul. Le canton des Mées auquel appartient Puimichel est en zone 2 (sismicité moyenne, la maximale en métropole) selon la classification déterministe de 1991, basée sur les séismes historiques, et en zone 4 (risque moyen) selon la classification probabiliste EC8 de 2011. La commune de Puimichel est également exposée à trois autres risques naturels :
- feu de forêt ;
- inondation ;
- mouvement de terrain : la commune est presque entièrement concernée par un aléa moyen à fort[19].

La commune de Puimichel n’est exposée à aucun des risques d’origine technologique recensés par la préfecture.
Le plan de prévention des risques naturels prévisibles (PPR) de la commune a été approuvé en 2008 pour le risque de mouvement de terrain mais le Dicrim n’existe pas.
La commune a été l’objet de plusieurs arrêtés de catastrophe naturelle pour des inondations et des coulées de boue en 1987 et 1994, accompagnés de glissements de terrain en 1994.

## Toponymie
Le nom du village, tel qu’il apparaît la première fois en vers 1180-1190 (podio Michaelis), est issu de l’occitan local pèch pour colline, et du nom de personne Michel, qui ont ensuite été francisés.
Pour Dauzat et Rostaing il s'agit d'une forme méridionale du latin "podium", "lieu élevé, colline au sommet plus ou moins arrondi" employé avec un déterminant.  
qui est ici un n om de personne.
Le village est nommé Puegmiquèu en occitan provençal.

## Histoire

### Antiquité
Des tombes gallo-romaines en bâtière ont été mises au jour à la ferme de Hauteval >.

### Moyen Âge
La localité apparaît pour la première fois dans les chartes en 1189 (Podium Michaelis). Au cours de ce même siècle, l’église rurale Saint-Firmin appartenait à l’abbaye Saint-André de Villeneuve-lès-Avignon, qui en percevait les revenus, l’église paroissiale Notre-Dame-du-Serre relevait elle de l’archidiacre de Riez. La communauté relevait de la baillie de Digne.
En 1331, de par son mariage plausible avec Sibile de Puimichel, Lambert de Launcello (Lincel) devient seigneur de Puimichel.
La seigneurie appartient d’abord au Puimichel au XIIIe siècle, puis aux Lincel (XIVe), aux Berre (XVe), aux Villeneuve (XVe – XVIe siècles), et enfin aux Glandevès jusqu’à la Révolution française.
Le village souffre beaucoup au XVIe siècle : épidémie de peste, passage des armées huguenotes et catholiques durant les guerres de religion.

### Révolution française et Empire
Durant la Révolution, la commune compte une société patriotique, créée à l’été 1792.

### Époque contemporaine
Le coup d'État du 2 décembre 1851 commis par Louis-Napoléon Bonaparte contre la Deuxième République provoque un soulèvement armé dans les Basses-Alpes, en défense de la Constitution. Après l’échec de l’insurrection, une sévère répression poursuit ceux qui se sont levés pour défendre la République : 7 habitants de Puimichel sont traduits devant la commission mixte, la peine la plus courante étant la déportation en Algérie.
Jusqu’au milieu du XXe siècle, la vigne était cultivée à Puimichel. Plusieurs dizaines d’hectares produisaient un vin de qualité moyenne, en liaison avec le vignoble des Mées, destiné à l’autoconsommation et à la vente sur les marchés locaux. Cette culture est aujourd’hui abandonnée.

## Politique et administration

### Rattachements administratifs et électoraux

#### Rattachements administratifs
La commune se trouve dans l'arrondissement de Digne-les-Bains du département des Alpes-de-Haute-Provence.
Elle faisait partie depuis 1801 du canton des Mées. Dans le cadre du redécoupage cantonal de 2014 en France, cette circonscription administrative territoriale a disparu, et le canton n'est plus qu'une circonscription électorale.

#### Rattachements électoraux
Pour les élections départementales, la commune fait partie depuis 2014 du canton de Riez
Pour l'élection des députés, elle fait partie de la première circonscription des Alpes-de-Haute-Provence.

### Intercommunalité
Puimichel  s'est associé avec Le Castellet, Entrevennes pour constituer en 1994 la très petite communauté de communes du Val de Rancure, un établissement public de coopération intercommunale (EPCI) à fiscalité propre auquel la commune avait transféré un certain nombre de ses compétences, dans les conditions déterminées par le code général des collectivités territoriales.
Celle-ci fusionne le 1er janvier 2011  au sein de la communauté de communes Intercommunalité du Luberon Oriental.
Conformément aux prescriptions de la loi de réforme des collectivités territoriales du 16 décembre 2010, qui a prévu le renforcement et la simplification des intercommunalités et la constitution de structures intercommunales de grande taille, une seconde fusion intervient avec la communauté de communes Luberon Durance Verdon pour former le 1er janvier 2013 l'actuelle communauté d'agglomération Durance Luberon Verdon (DLV), dont fait partie la commune.

### Liste des maires
| Période                                  | Période                        | Identité                | Étiquette | Qualité                                                                          |
| ---------------------------------------- | ------------------------------ | ----------------------- | --------- | -------------------------------------------------------------------------------- |
| Les données manquantes sont à compléter. |                                |                         |           |                                                                                  |
|                                          |                                |                         |           |                                                                                  |
| août 1846                                | 14 avril 1848                  | Jean-Baptiste Eyglunent |           | révoqué                                                                          |
| 14 avril 1848                            | 5 novembre 1848                | Elzéar Léon Aillaud     |           | aubergiste, Maire au sein de la Commission municipale, réélu le 3 septembre 1848 |
| 5 novembre 1848                          | 23 novembre 1851               | Auguste Roch Reynaud    |           | Démissionnaire à la suite de descentes de gendarmerie                            |
| 23 novembre 1851                         |                                | Sébastien Amaudric      |           |                                                                                  |
|                                          |                                |                         |           |                                                                                  |
| 1912                                     | 1929                           | Jean-Baptiste Barbe     |           |                                                                                  |
|                                          |                                |                         |           |                                                                                  |
| mai 1945                                 |                                | Henri Esmiol,           |           |                                                                                  |
|                                          |                                |                         |           |                                                                                  |
| maire en 1962                            |                                | Gervais Bonnafoux       | RI        |                                                                                  |
|                                          |                                |                         |           |                                                                                  |
| 1983 (?)                                 | mars 2008                      | Max Brunel              | DVG,      |                                                                                  |
| mars 2008                                | avril 2023                     | Pierre Bonnafoux        | DVG       | Professeur des écoles Démissionnaire                                             |
| juin 2023                                | En cours (au 30 novembre 2023) | Claudie Deconihout      |           | Cadre retraitée                                                                  |

### Finances communales

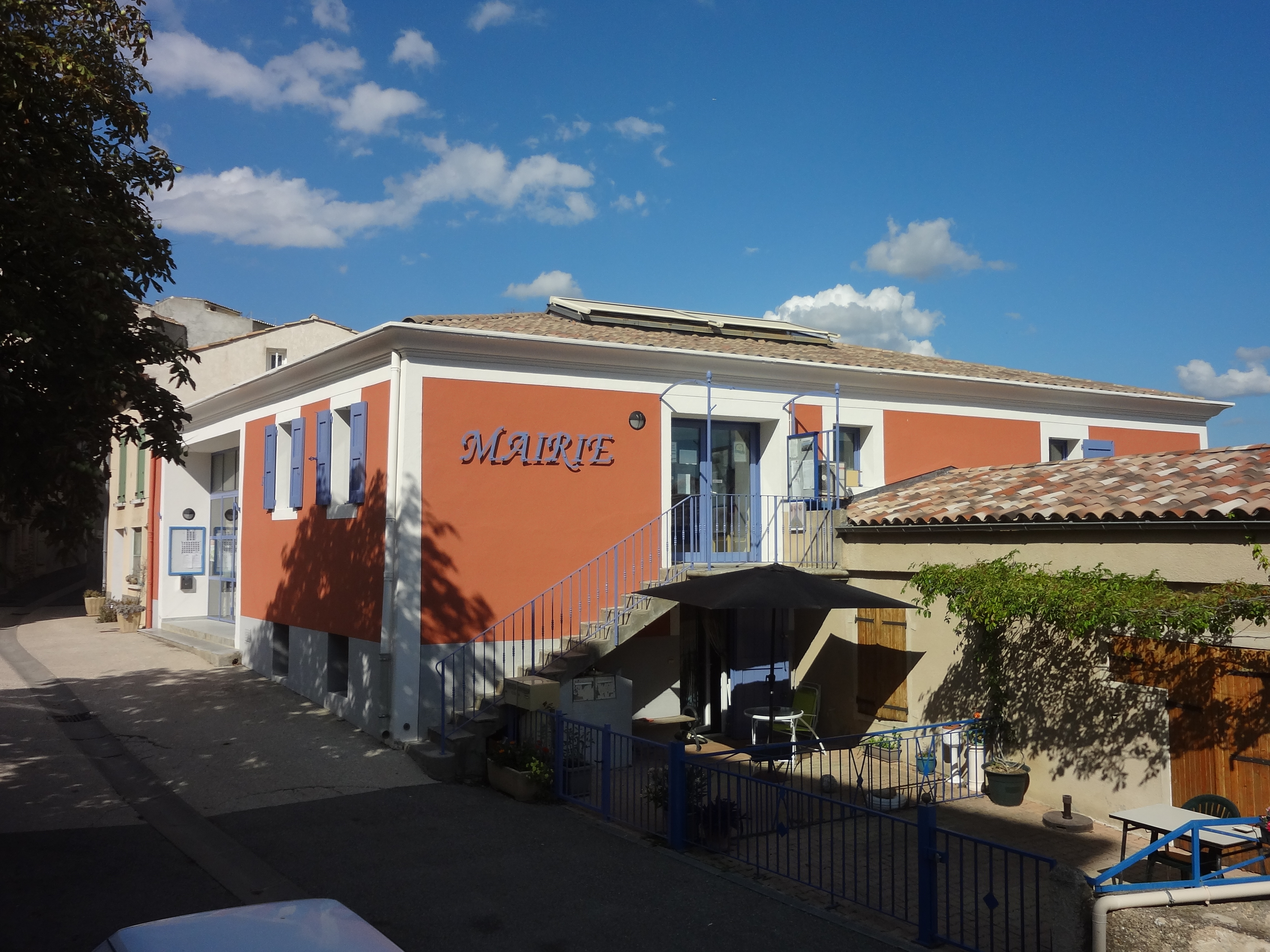
Mairie.

En 2017, le budget de la commune était constitué ainsi :
- total des produits de fonctionnement : 442 000 €, soit 2 147 € par habitant ;
- total des charges de fonctionnement : 457 000 €, soit 2 218 € par habitant ;
- total des ressources d'investissement : 94 000 €, soit 455 € par habitant ;
- total des emplois d'investissement : 152 000 €, soit 740 € par habitant ;
- endettement : 136 000 €, soit 661 € par habitant.

Avec les taux de fiscalité suivants :
- taxe d'habitation : 6,46 % ;
- taxe foncière sur les propriétés bâties : 16,80 % ;
- taxe foncière sur les propriétés non bâties : 50,80 % ;
- taxe additionnelle à la taxe foncière sur les propriétés non bâties : 0,00 % ;
- cotisation foncière des entreprises : 0,00 %.

Chiffres clés Revenus et pauvreté des ménages en 2015 : médiane en 2015 du revenu disponible, par unité de consommation : 20 201 €.

## Équipements et services publics

### Eau et déchets
L'adduction d'eau est assurée par l'intercommunalité, qui réalise en 2023 l'usine de production d'eau potable de Précombaux à Manosque, destinée à l'alimenter à partir du Verdon.
La collecte et traitement des déchets des ménages et déchets assimilés et la protection et mise en valeur de l'environnement sont également assurées par l'intercommunalité.
Puimichel dispose d'une station d'épuration d'une capacité de 400 équivalent-habitants.

### Enseignement
Établissements d'enseignements :
- Écoles maternelles à Le Castellet, Les Mées, Malijai,
- La commune est dotée d’une école primaire[43],[44].
- Collèges à Oraison, Château-Arnoux-Saint-Auban,
- Lycées à Digne-Charmejade (Le Chaffaut-Saint-Jurson), Dignes-les-Bains.

### Santé
Professionnels et établissements de santé :
- Médecins à Les Mées, Malijai, Oraison,
- Pharmacies à Les Mées, Malijai, Oraison,
- Hôpital à Oraison,
- Centre hospitalier de Digne-les-Bains.

## Population et société

### Démographie
Le nom de ses habitants est Puimicheliens.

#### Évolution démographique
L'évolution du nombre d'habitants est connue à travers les recensements de la population effectués dans la commune depuis 1765. Pour les communes de moins de 10 000 habitants, une enquête de recensement portant sur toute la population est réalisée tous les cinq ans, les populations de référence des années intermédiaires étant quant à elles estimées par interpolation ou extrapolation. Pour la commune, le premier recensement exhaustif entrant dans le cadre du nouveau dispositif a été réalisé en 2007.

En 2022, la commune comptait 254 habitants, en évolution de +9,48 % par rapport à 2016 (Alpes-de-Haute-Provence : +2,84 %, France hors Mayotte : +2,11 %).
| 1765 | 1793 | 1806 | 1821 | 1831 | 1836 | 1841 | 1846 | 1851 |
| ---- | ---- | ---- | ---- | ---- | ---- | ---- | ---- | ---- |
| 783  | 600  | 613  | 697  | 761  | 792  | 794  | 739  | 732  |

| 1856 | 1861 | 1866 | 1872 | 1876 | 1881 | 1886 | 1891 | 1896 |
| ---- | ---- | ---- | ---- | ---- | ---- | ---- | ---- | ---- |
| 688  | 707  | 724  | 653  | 587  | 529  | 466  | 430  | 426  |

| 1901 | 1906 | 1911 | 1921 | 1926 | 1931 | 1936 | 1946 | 1954 |
| ---- | ---- | ---- | ---- | ---- | ---- | ---- | ---- | ---- |
| 409  | 400  | 371  | 309  | 282  | 282  | 241  | 185  | 171  |

| 1962 | 1968 | 1975 | 1982 | 1990 | 1999 | 2006 | 2007 | 2012 |
| ---- | ---- | ---- | ---- | ---- | ---- | ---- | ---- | ---- |
| 152  | 161  | 147  | 194  | 203  | 237  | 252  | 254  | 220  |

| 2017 | 2022 | - | - | - | - | - | - | - |
| ---- | ---- | - | - | - | - | - | - | - |
| 247  | 254  | - | - | - | - | - | - | - |

L’histoire démographique de Puimichel, après la saignée des XIVe et XVe siècles et le long mouvement de croissance jusqu’au début du XIXe siècle, est marquée par une période d’« étale » où la population reste relativement stable à un niveau élevé. Cette période dure de 1831 à 1866. L’exode rural provoque ensuite un mouvement de recul démographique, rapide et de longue durée. Dès 1906, la commune a perdu plus de la moitié de sa population par rapport au maximum historique de 1841. Le mouvement de baisse se poursuit jusqu’aux années 1970. Depuis, la croissance de la population a repris.
| 1315     | 1471    |
| -------- | ------- |
| 122 feux | 49 feux |

### Cultes
- Culte catholique, Paroisse Puimichel - Digne - Riez - Sisteron, Diocèse de Digne[50].

## Économie

### Aperçu général
En 2009, la population active s’élevait à 129 personnes, dont 17 chômeurs (14 fin 2011). Ces travailleurs sont majoritairement salariés (77 %) et travaillent majoritairement hors de la commune (69 %). Le secteur primaire est encore le principal employeur de la commune.

### Agriculture

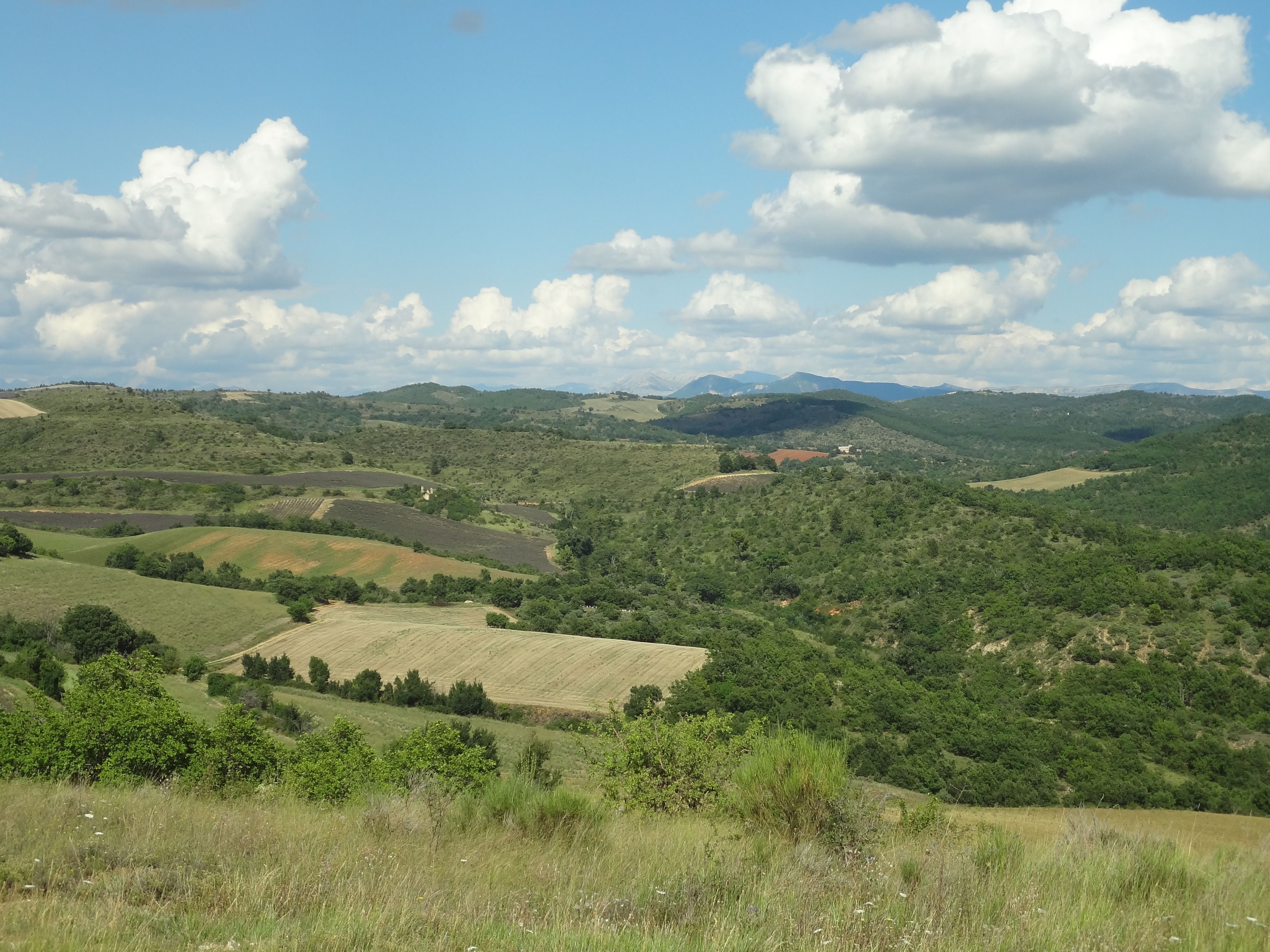
Cultures sur les hauteurs de Puimichel.

Fin 2010, le secteur primaire (agriculture, sylviculture, pêche) comptait 23 établissements actifs au sens de l’Insee (exploitants non-professionnels inclus) et deux emplois salariés.
Le nombre d’exploitations professionnelles, selon l’enquête Agreste du ministère de l’Agriculture, est de 19 en 2010. Il était de 25 en 2000, de 27 en 1988. Actuellement[Quand ?], ces exploitants sont spécialisés dans les grandes cultures (11 exploitations), les cultures permanentes (arboriculture, oléicultures, herbes aromatiques). La commune compte également des éleveurs et des polyculteurs. De 1988 à 2000, la surface agricole utile (SAU) a fortement baissé, de 1 361 à 997 ha. La courbe s’est inversée lors de la dernière décennie, pour revenir au niveau des années 1980, à 1 369 ha en 2010.
La culture de l’olivier est pratiquée dans la commune depuis des siècles, tout en étant limitée à certains versants. Le terroir de la commune se situe en effet à la limite altitudinale de l’arbre, qui ne peut que difficilement être exploité au-delà des 650 mètres : à Puimichel, il s’agit des versants bien exposés des vallons entaillant le plateau de Valensole. L’oliveraie de Puimichel occupait plus d’une dizaine d’hectares au début du XIXe siècle. Actuellement[Quand ?], elle a régressé mais reste relativement importante, avec plus de 1 000 pieds exploités.
La cachaille (ou cassaille). Les premières références à ce fromage viendraient du village de Puimichel.

### Artisanat et industrie
Fin 2010, le secteur secondaire (industrie et construction) comptait 12 établissements, employant deux salariés.

### Activités de service
Fin 2010, le secteur tertiaire (commerces, services) comptait neuf établissements (avec six emplois salariés), auxquels s’ajoutent les quatre établissements du secteur administratif (regroupé avec le secteur sanitaire et social et l’enseignement), salariant quatre personnes.
D'après l’Observatoire départemental du tourisme, la fonction touristique est assez importante pour la commune, avec plus entre un et cinq touristes accueillis par habitant, l’essentiel de la capacité d'hébergement étant non-marchande. Plusieurs structures d’hébergement à finalité touristique existent dans la commune :
- un camping classé deux étoiles[59] avec une capacité de 27 emplacements[60] ;
- plusieurs meublés labellisés[61].

Les résidences secondaires apportent un complément à la capacité d’accueil : au nombre de 94, elles représentent 40 % des logements. Parmi les résidences secondaires, 11 possèdent plus d’un logement,.
Le restaurant Les Lavandins, qui porte le label Bistrot de pays,, adhère à une charte dont le but est de « contribuer à la conservation et à l’animation du tissu économique et social en milieu rural par le maintien d’un lieu de vie du village ».

## Culture locale et patrimoine

### Lieux et monuments
- L'observatoire : 
Dany Cardoen, astronome belge s'installe à Puimichel en 1982 et y construit un observatoire astronomique avec le plus grand télescope amateur du monde (à l'époque : 102 cm). Cet observatoire est connu dans le monde des astronomes amateurs, notamment en Belgique, en Allemagne, en Suisse, au Canada[66].

Un observatoire amateur était également implanté sur la commune, l'observatoire de l'Alifant, avec une lunette de 3 m de long dotée d'un miroir de 233 mm et construite à la fin des années 1920. Cette lunette a servi à tester le ciel des Basses-Alpes pour l'implantation de l'Observatoire de Haute-Provence à Saint-Michel-l'Observatoire. Début 2016 cet observatoire a été détruit et l'intégralité de son matériel a quitté la région pour rejoindre le centre de la France (département de l'Indre).
- Sur la place du village, se trouve une maison seigneuriale, datant du XVIIIe siècle [69]. La mairie, construite contre l’église, le claveau central de la porte est orné d’un cœur en relief ; le bâtiment date de 1683 [70].
- L’église Notre-Dame-du-Serre, qui est peut-être construite en 1547, consiste en une nef de deux travées, et une troisième qui, plus basse, abrite la tribune. Au-dessus de la tribune, se trouve le clocher-tour [71]. 
A l'intérieur se trouvent ses fonts baptismaux  Classé MH (2002)[72], en fonte du XIXe siècle. La cloche est de 1723[73].
- La chapelle Saint-Elzéar est au sommet du village. Construite autour des années 1700, a brulé en 1923 à cause d'un feu provoqué par la foudre. Elle est aujourd'hui totalement restaurée et sert de salle communale [74].
- Au hameau des Bronzets, la chapelle Saint-Joseph, est construite au XVIIIe siècle. Elle est plafonnée, et possède un porche et un clocher mur sur la façade occidentale [75].
- La chapelle Saint-Firmin, à proximité de la Bastide Neuve, est en ruines[24].
- L'ancien moulin à vent, actif jusqu'à la fin du XVIIIe siècle, dont la restauiration fait l'objet d'une souscription publique[76]

- Monuments commémoratifs :
  - Le monument aux morts. Conflits commémorés : Guerre 1914-1918[77].
  - Plaque commémorative dans l'église[78].

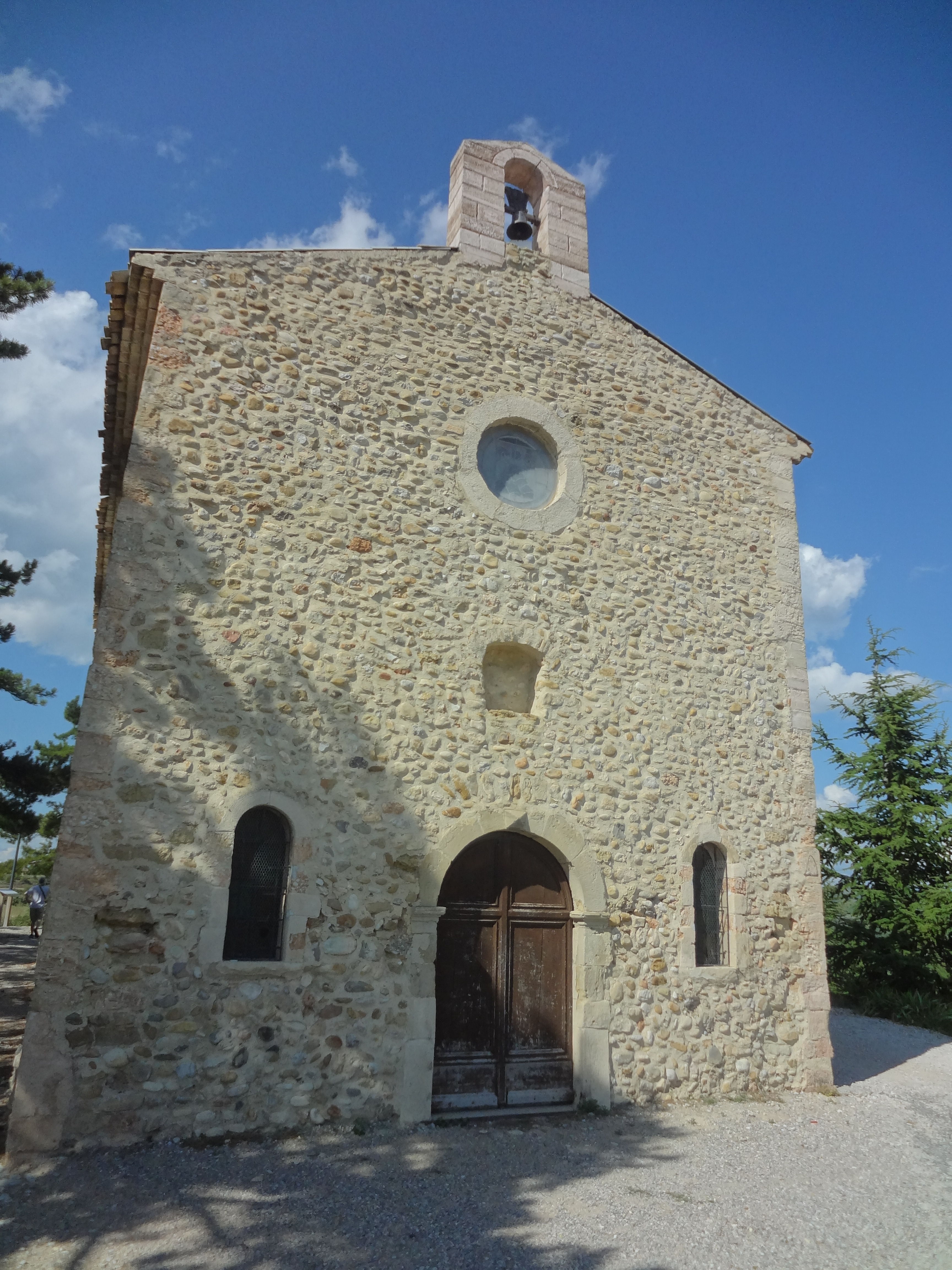
La chapelle Saint-Elzéard...
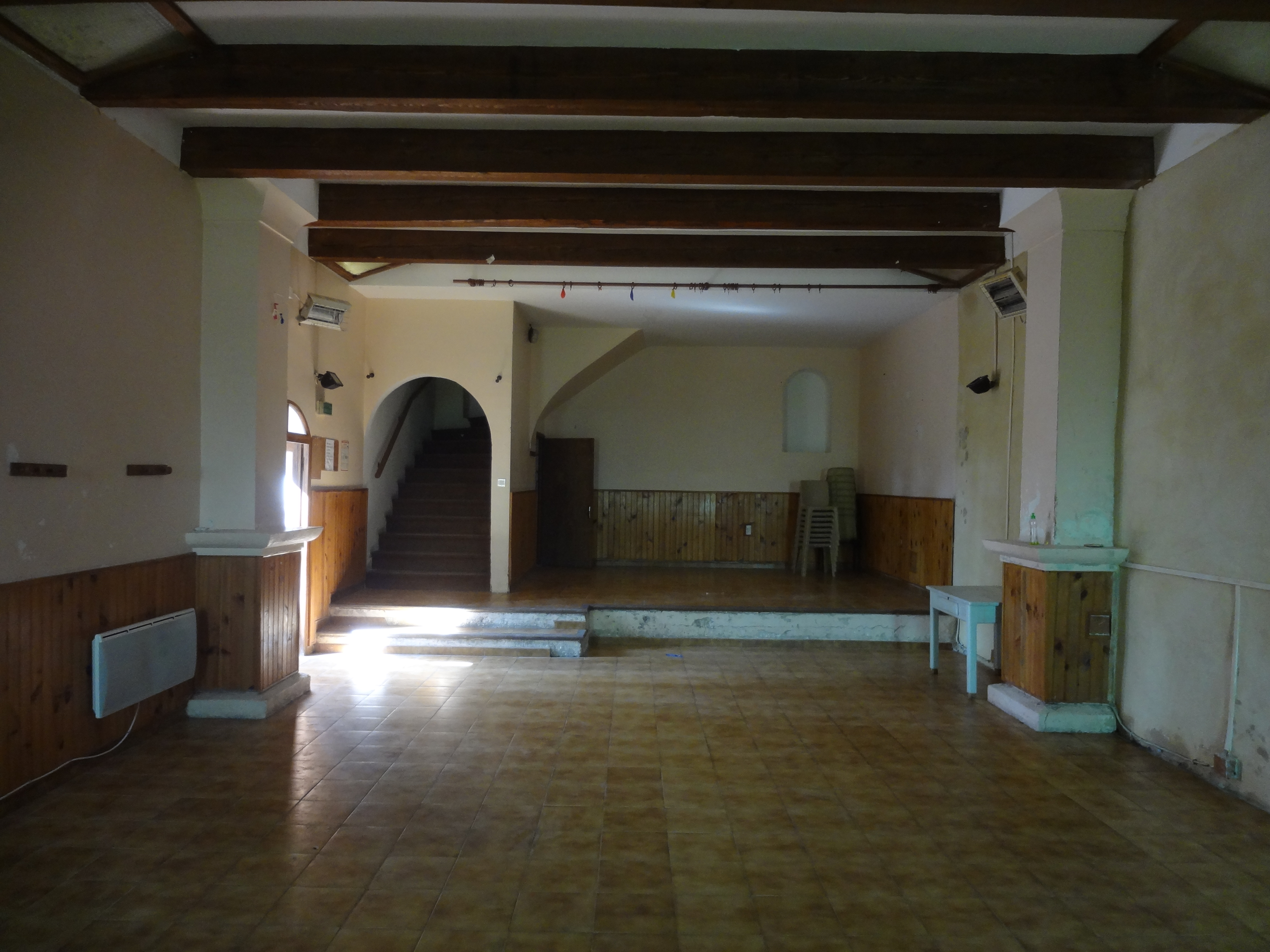
... et sa nef.
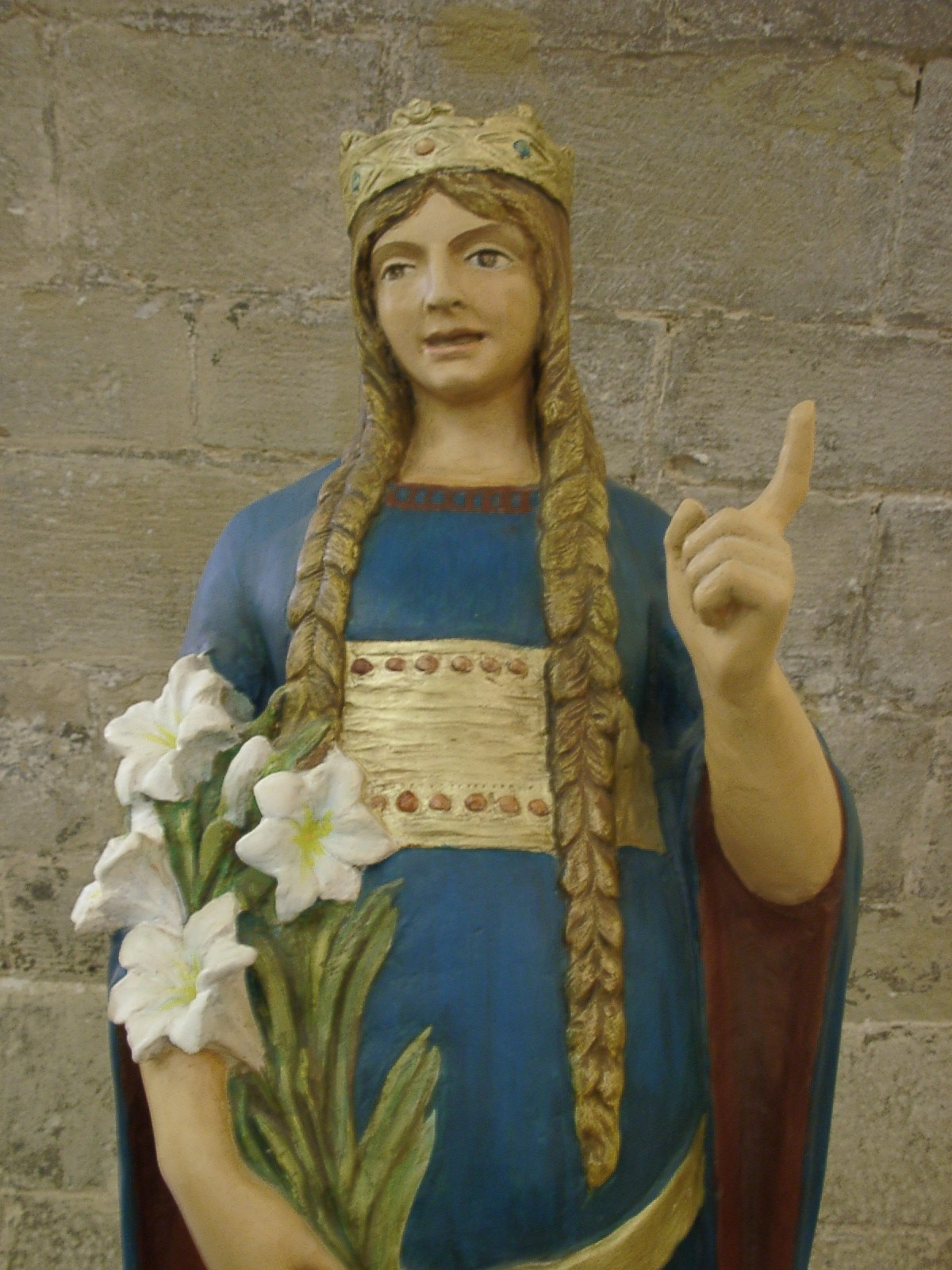
Statue de sainte Delphine.
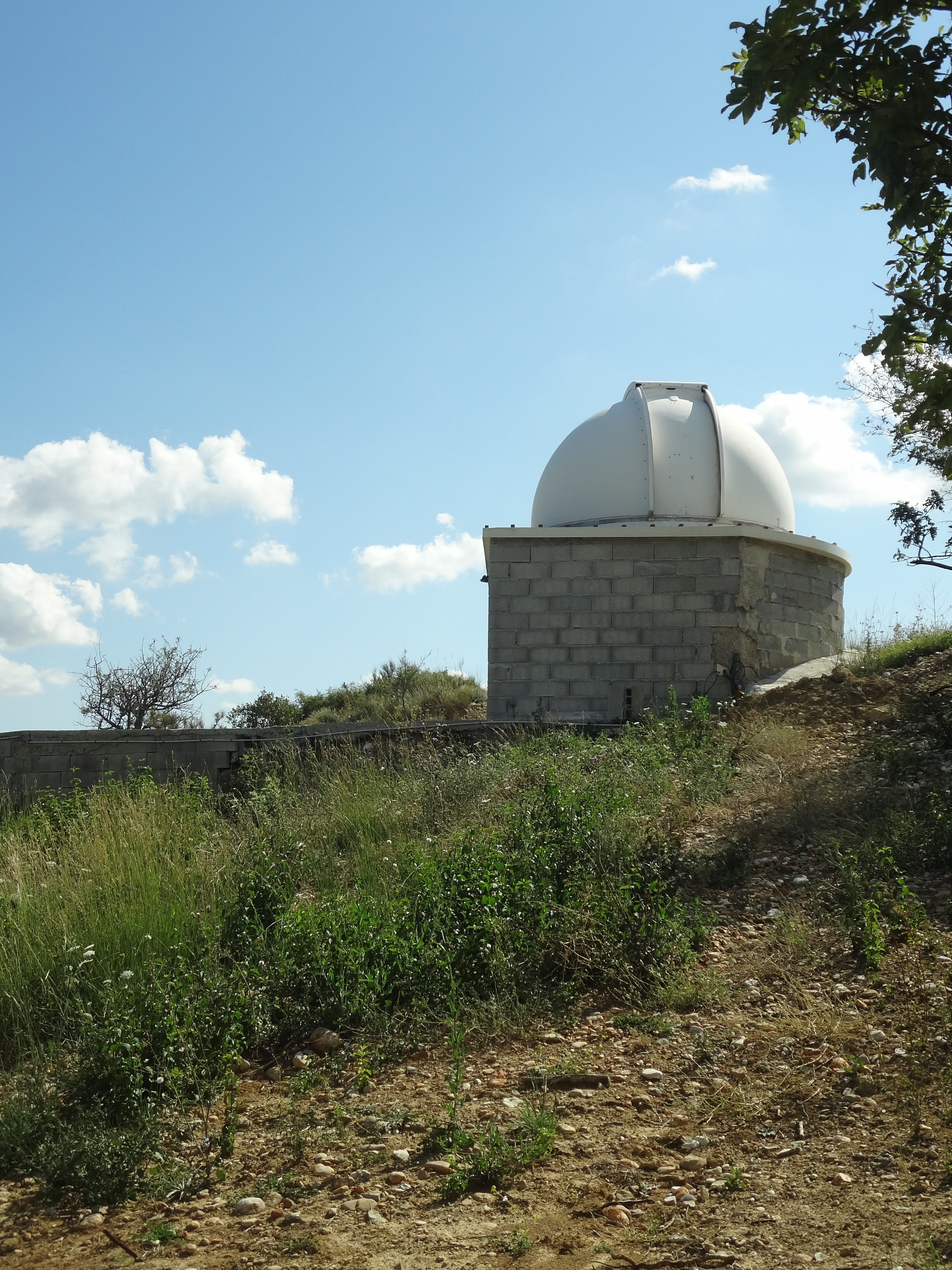
Observatoire astronomique amateur.
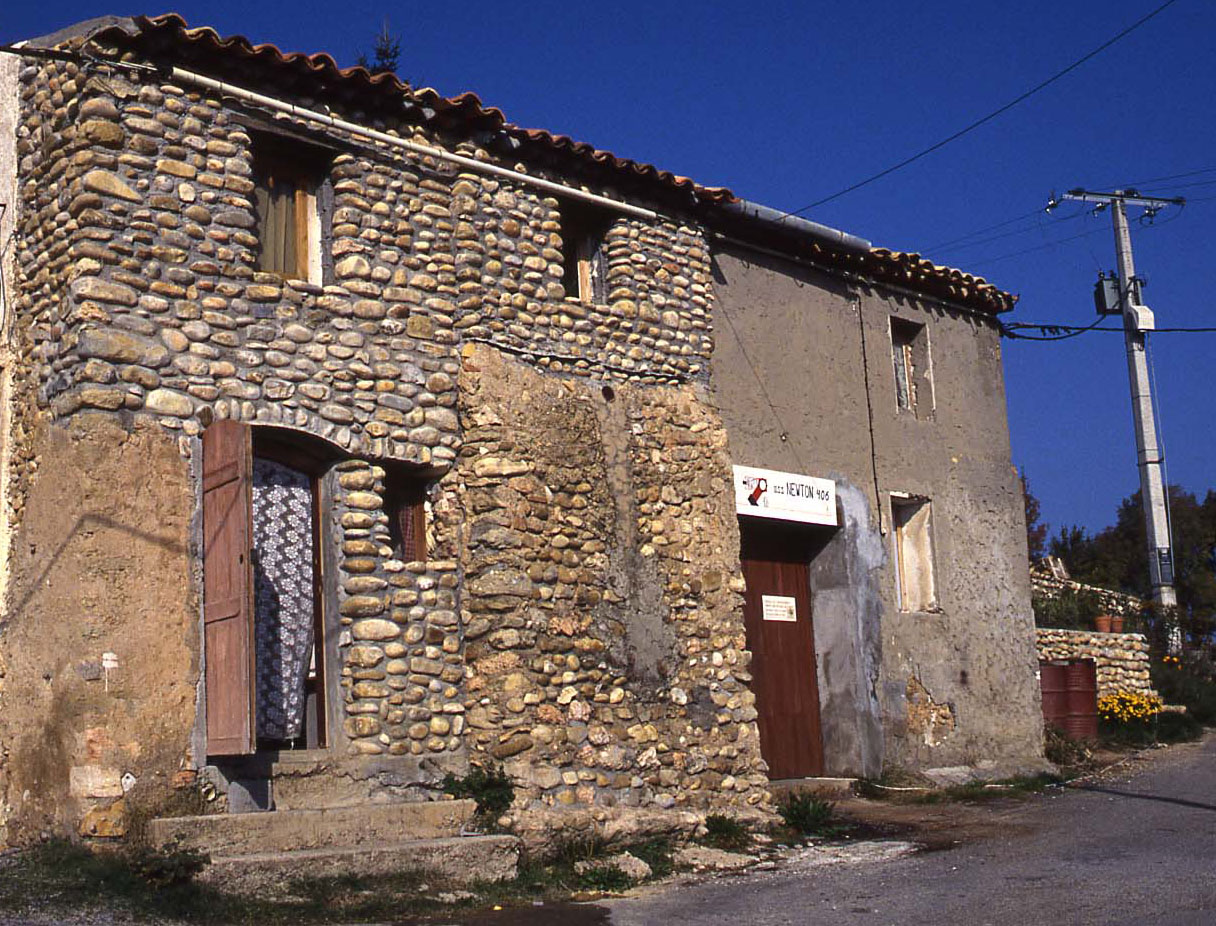
Maison de galets.
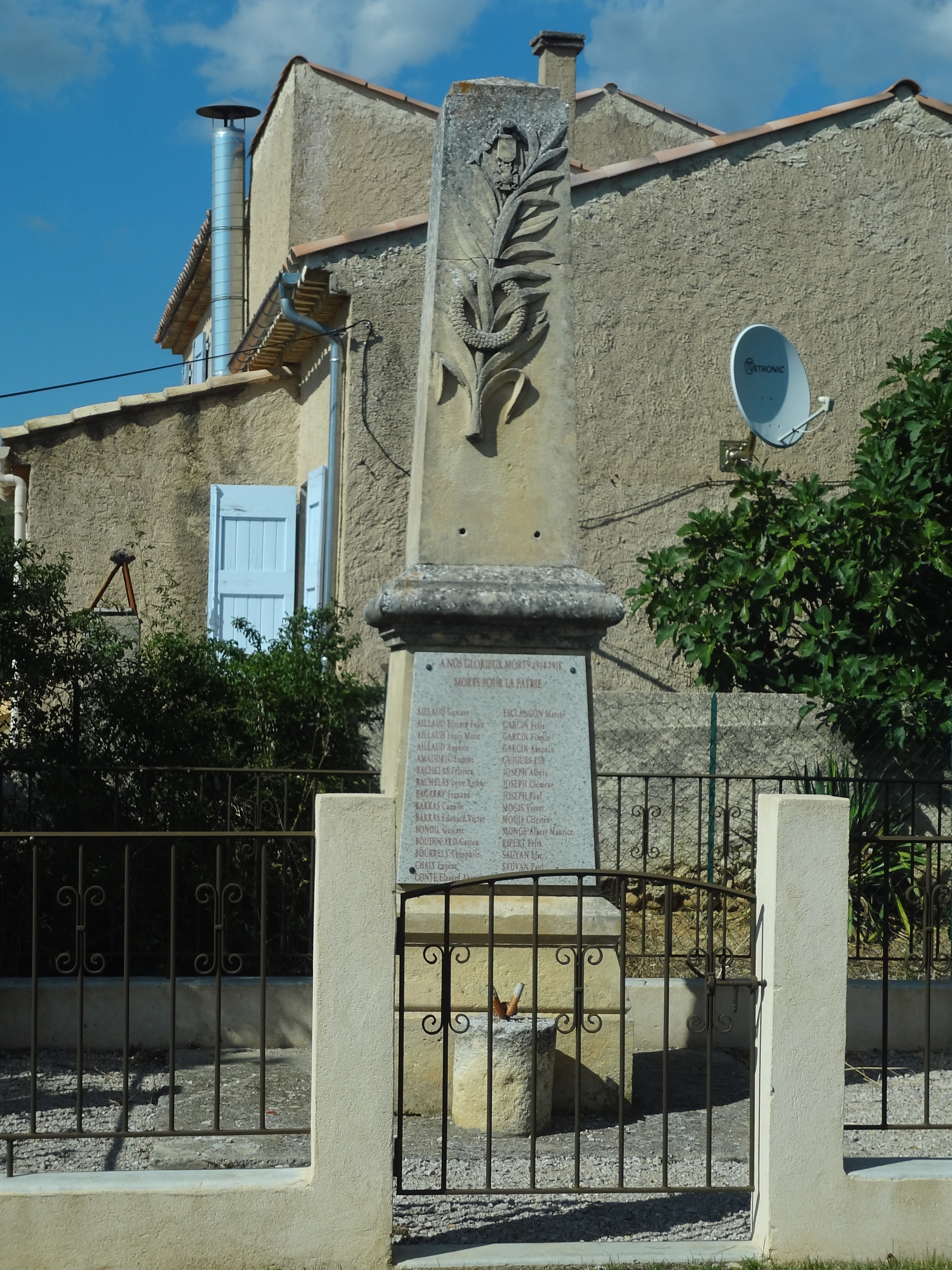
Monument aux morts de la Première Guerre mondiale.
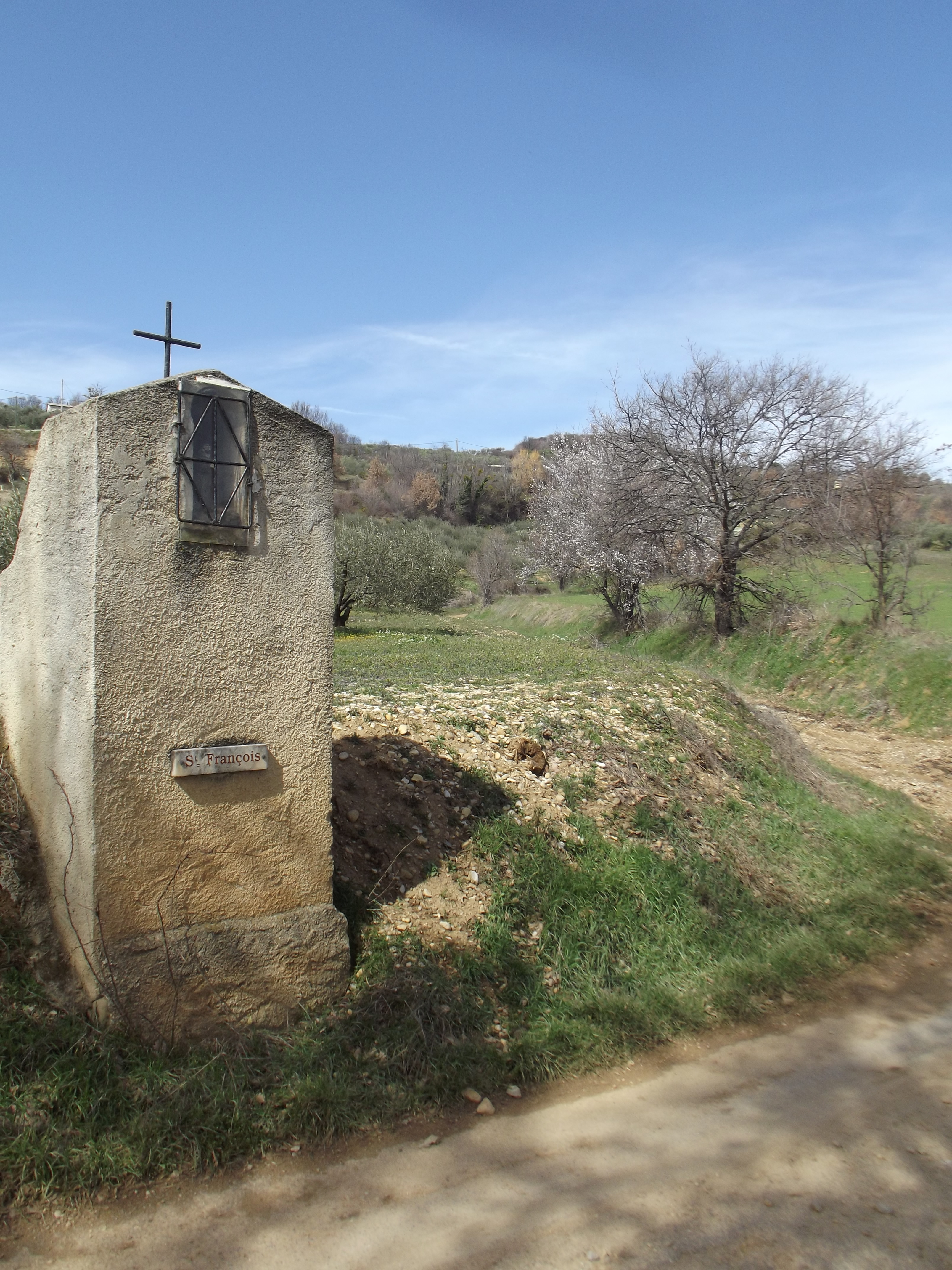
Chapelle.

### Personnalités liées à la commune
- la bienheureuse Delphine de Sabran (1283-1360), considérée comme sainte dans la région, de la famille Glandevez, née à Puimichel
- Dany Cardoen, artisan fabriquant des miroirs de télescopes pour de grands observatoire à travers le monde. Propriétaire de l'observatoire astronomique (télescope Ritchey-Chrétien de 1,06 m) situé au sommet du village. À ce jour il existe 3 coupoles abritant chacune un instrument astronomique. L'association "Les coupoles de Puimichel" permet de découvrir le patrimoine astronomique de la commune par le biais de visites et en organisant des soirées d'observations. www.coupoles-puimichel.fr

### Gastronomie
La Cachaille est un  fromage fort, originaire de la commune.

### Héraldique
| Blason de Puimichel | Blason  | De gueules à une montagne d'argent surmontée de trois coquilles d'or rangées en chef. |
| Blason de Puimichel | Détails | Le statut officiel du blason reste à déterminer.                                      |

## Pour approfondir